# Podbukovica
Podbukovica (cyr. Подбуковица) – wieś w Czarnogórze, w gminie Cetynia. W 2011 roku liczyła 29 mieszkańców.